# Базар (Люблінське воєводство)
Базар (пол. Bazar) — село в Польщі, у гміні Рибчевиці Свідницького повіту Люблінського воєводства.
Населення — 198 осіб (2011).

## Демографія
Демографічна структура станом на 31 березня 2011 року:
|          | Загалом | Допрацездатний вік | Працездатний вік | Постпрацездатний вік |
| -------- | ------- | ------------------ | ---------------- | -------------------- |
| Чоловіки | 103     | 22                 | 67               | 14                   |
| Жінки    | 95      | 19                 | 40               | 36                   |
| Разом    | 198     | 41                 | 107              | 50                   |